# Santa Maria de Merlès
Santa Maria de Merlès est une commune d'Espagne dans la communauté autonome de Catalogne, province de Barcelone, de la comarque de Berguedà